# Distrikt Pacarán
Der Distrikt Pacarán liegt in der Provinz Cañete in der Region Lima in Südwest-Peru. Der Distrikt wurde am 2. Januar 1857 gegründet. Er besitzt eine Fläche von 239 km². Beim Zensus 2017 wurden 1779 Einwohner gezählt. Im Jahr 1993 lag die Einwohnerzahl bei 1497, im Jahr 2007 bei 1687. Die Distriktverwaltung befindet sich in der 700 m hoch gelegenen Ortschaft Pacarán mit 794 Einwohnern (Stand 2017). Pacarán liegt 43 km ostnordöstlich der Provinzhauptstadt San Vicente de Cañete.

## Geographische Lage
Der Distrikt Pacarán liegt im Südosten der Provinz Cañete. Der Distrikt liegt an der Westflanke der peruanischen Westkordillere. Der Río Cañete durchquert den Distrikt in südwestlicher Richtung.
Der Distrikt Pacarán grenzt im Süden und im Südwesten an den Distrikt Lunahuaná, im Westen an den Distrikt Nuevo Imperial, im Norden an die Distrikte Tauripampa und Allauca (beide in der Provinz Yauyos), im Nordosten an den Distrikt Zúñiga sowie im Südosten an den Distrikt Chocos (Provinz Yauyos).